# Cementerio Bachelor's Grove
El cementerio de Bachelor's Grove es un cementerio situado en el municipio de Bremen, en el condado de Cook en el estado estadounidense de Illinois,. Conocido por sus supuestos avistamientos de fantasmas, también ha sido llamado Bachelor Grove, Batchelor Grove, Batchelder's Grove y Everden (o Everdon).

## Ubicación
Se encuentra al noroeste de Midlothian y Oak Forest, cerca de la reserva forestal de Rubio Woods en la autopista Midlothian Turnpike, en los suburbios del suroeste de Chicago.

## Antecedentes
Los terrenos que rodean el cementerio de Bachelor's Grove fueron ocupados originalmente por colonos ingleses que se trasladaron a la zona desde Nueva Inglaterra, entre ellos Stephen Rexford, posiblemente el más conocido de la primera oleada de colonos anglosajones, hacia 1833. Ursula Bielski, autora de Chicago Haunts, afirma que el cementerio actual se denominó originalmente Cementerio Everden en honor a la titular original de la propiedad, Corintha Everden, que compró los terrenos en la primera venta pública de tierras de Illinois en 1835. 
El lugar vio sus primeros entierros conocidos alrededor de 1836 y contiene 82 lotes y 200 tumbas, algunas de las cuales nunca se vendieron ni se utilizaron. Sin embargo, es posible que los entierros se remonten a 1834, cuando los trabajadores inmigrantes alemanes que murieron mientras trabajaban en el Canal de Illinois y Michigan fueron supuestamente enterrados en el lugar. Se dice a menudo que el lugar fue un vertedero para las víctimas de las familias del crimen organizado de Chicago de las décadas de 1920 y 1930 (incluyendo a Al Capone), pero no hay pruebas de ello.

## Fenómenos denunciados
Los fenómenos más comunes de los que se ha informado en el lugar suelen consistir en orbes de luz flotantes sobre las lápidas y en colisiones cercanas con un vehículo fantasma.

### Manifestaciones específicas reportadas
Además de los orbes y los vehículos fantasma, ha habido informes adicionales de eventos sobrenaturales en el cementerio, incluyendo:
- La dama blanca (o "madonna blanca") aparece caminando por el terreno llevando un bebé durante la luna llena.[4]
- La granja fantasma: una granja fantasma que supuestamente brilla, flota y luego se desvanece;[4][6] este hecho fue reportado con mayor frecuencia durante la década de 1950. También hay informes de testigos que afirman que la casa se encoge al acercarse a ella y luego desaparece por completo.[5]
- Un granjero y su caballo de arado: ambos víctimas de un accidente de arado, arrastrados a la muerte en el pantano cercano.
- Un fantasma de dos cabezas, cerca del mismo pantano.
- Monjes religiosos: en 1984, los testigos informaron de que habían visto numerosas figuras vestidas con túnicas de monje por todo el cementerio.[4][5]
- Un perro negro: los testigos de los años 1990 dijeron haber visto esta manifestación en la entrada del cementerio; desaparecía cuando se acercaban.[5]
- La "mujer sentada en la tumba": una notable fotografía que se publicó en el Chicago Sun-Times, que supuestamente mostraba a una mujer transparente sentada en una lápida; la aparición no era visible cuando se tomó la fotografía.[4][7]

## Investigaciones paranormales
Las reclamaciones de apariciones alcanzaron su punto álgido en las décadas de 1970 y 1980.
Los investigadores de lo paranormal James Houran, Timothy Harte, Michael Hollinshead y Ursula Bielski realizaron una serie de experimentos en el cementerio de Bachelor's Grove en las décadas de 1980 y 1990. Uno de ellos, un experimento fotográfico, se publicó en el Journal of Perceptual and Motor Skills (1997) y en él se descubrió que, si bien no se obtuvieron imágenes anómalas en el cementerio, aproximadamente la mitad de los fotogramas de las películas, tanto de infrarrojos como en blanco y negro, no estaban expuestos. Los resultados se discuten en términos de eventos ambiguos que se interpretan como significativos debido a contextos paranormales.
La Ghost Research Society ha llevado a cabo numerosas investigaciones sobre el fenómeno reportado, y sus resultados han incluido imágenes que contienen luz parecida al ectoplasma, así como orbes.
Una fotografía, tomada por Judy Huff Felz en 1991, incluye una "supuesta" imagen completa de una figura fantasmal. Los investigadores han informado de fenómenos de voz electrónica en la zona.
En 2012, el cementerio apareció en un episodio de la séptima temporada de Buscadores de fantasmas.

## Galería
|                    |
| Entrada del camino |

|             |
| Árbol caído |

|                         |
| Estanque del cementerio |

|                                      |
| Vista del cementerio con infrarrojos |

|                      |
| Vista del cementerio |

|                           |
| Vista centrada con lápida |

|                                |
| Cementerio de Bachelor's Grove |